# Martin Garrix
Martijn Gerard Garritsen (* 14. května 1996 Amstelveen), profesionálně známý jako Martin Garrix (nebo Ytram a GRX), je nizozemský DJ a hudební producent. V roce 2014, již ve svých 17 letech byl zařazen do kategorie nejlepších DJů DJ Mag's 100, kde se drží každoročně na horních příčkách. V roce 2016 se stal nejmladším vítězem ankety a tentýž rok založil svoje vydavatelství STMPD RCRDS měsíc poté, co opustil společnost Spinnin' Records. V roce 2017 byl oznámen jako rezidentní DJ na Hï Ibiza. Martin Garrix píše také skladby pro jiné umělce a navzdory tomu se pouze jedna z padesáti jeho stop dostala na veřejnost.

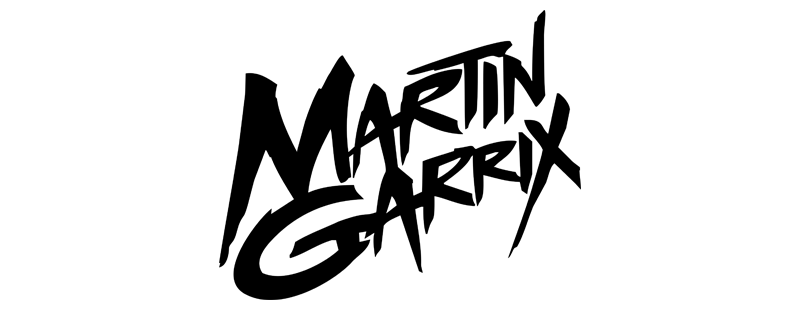
První logo Martina Garrixe z roku 2012

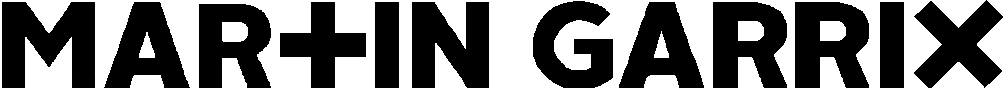
Logo Martina Garrixe od roku 2015

## Životopis
Narodil se jako Martijn Gerard Garritsen dne 14. května 1996 v Amstelveenu v Nizozemsku. Na kytaru se naučil hrát ve věku 8 let. Poté co v roce 2004 viděl hrát DJe Tiësta na olympijských hrách v Athénách, zatoužil být také DJ. Především se inspiroval jeho skladbou „Traffic“, což ho přimělo ke stažení softwaru FL Studio, který mu umožnil začít komponovat hudbu. V roce 2013 absolvoval akademii Hermana Brooda, produkční školu v Utrechtu. V rozhovoru pro tisk řekl, že jeho snovým rádcem byl Calvin Harris.

## Kariéra

### 2012–2014: Spinnin' Records a Gold Skies
Martina Garrixe objevil DJ Tiësto a popsal ho jako inspirativního, pokorného a legendárního. Jeho počáteční píseň byla „BFAM“ (s Julianem Jordanem) a „Just Some Loops“ (spolupráce s TV Noise), který se objevil na albu Loop Masters Essential, Volume 2. V roce 2012 podepsal smlouvu se společností Spinnin' Records a vydal píseň „Error 404“ (spolupráce s Jay Hardway). V roce 2013 uvedl Garrix společně se Sidney Samson „Torrent“.
Martin Garrix získal slávu díky sólovému vydání „Animals“, které bylo vydáno 16. června 2013 nahrávací společnosti Spinnin' Records. Skladba se stala hitem několika zemí v Evropě a umožnila se mu stát nejmladším člověkem, který se dostal na číslo 1 v Beatportu. Tato skladba se dokonce objevila na albu od Hardwella „Revealed Volume 4“.
Dne 30. září 2013 vydal Garrix remix „Project T“ od Sander Van Doorn a Dimitri Vegas & Like Mike, který rychle vystoupal v žebříčku na 1. místo v Beatportu. V roce 2013 se objevil na seznamu 100 nejlepších DJů (celkově skončil na 40. místě). V listopadu 2013 podepsal smlouvu s projekty Scooter Braun (později School Boy Records). V prosinci 2013 vydal píseň „Wizard“ s Jayem Hardwayem, píseň vyvrcholila na číslo 6 v Belgie a číslo 17 v Nizozemsko.
V roce 2014 Martin Garrix spolupracoval s Firebeatz na skladbě „Helicopter“, který dosáhl č. 1 na Beatport Top 100 po dobu 2 týdnů. Taktéž produkoval píseň „Tremor“ spolu s Dimitri Vegas & Like Mike. Garrix vystoupil na Ultra Music Festival 2014, kde zahrál několik nových a nevydaných skladeb, včetně spolupráce s Dillon Francis, Hardwell a Afrojack. V červnu 2014 Garrix spolupracoval s Sander van Doorn a DVBBS na letní skladbě „Gold Skies“, to byla Martinova první vokálová píseň (slova nazpívala zpěvačka Aleesia). Téhož roku vydal skladbu „Proxy“, která byla volně ke stažení. Většina těchto písní se objevila na debutovém EP s názvem Gold Skies, který byl vydán dne 8. července 2014.
Po vydání svého debutového EP pokračoval Garrix v spolupráci s hlavními DJy, první z takovýchto spolupráci byla píseň s MOTi nazvanou „Virus (How About Now)“, po níž následovala spolupráce s Afrojacka vznikla píseň „Turn Up the Speakers“. V roce 2014 se objevil na seznamu nejlepších 100 DJů na 4. místě.

### 2015: Spolupráce a ukončení smlouvy se společnosti Spinnin' Records
Dne 6. února 2015 vydal píseň „Forbidden Voices“, jako dárek za 10 mil. sledujících na jeho Facebookove stránce. V únoru 2015 vydal píseň „Don't Look Down“, kde zpívá Usher. Martin vydal dvě verze videa pro Vevo „Towel Boy“ a „Towel Girl“, skladbu napsali Martin Garrix, James 'JHart' Abrahart a Busbee. V rozhovoru s DigitalSpy na začátku roku 2015 poznamenal, že Usher je „pokorný“ umělec a skvělý spolupracovník.
Martin také spolupracoval s Ed Sheeran na skladbě „Rewind Repeat It“, kterou hrál na Ultra Music Festival v Miami v březnu 2015. Dne 4. května 2015 vydal skladbu s Tiësto, nazvanou „The Only Way Is Up“. Dne 22. května 2015 vydal Avicii lyrické video z písně „Waiting for Love“, kterou společně produkoval s Martinem. Dne 6. července 2015 vydal Garrix Break Through the Silence s ruskými DJy Matisse and Sadko. Později, 31. října 2015, vydal skladbu s názvem „Poison“, avšak už ne pod Spinnin' Records .
Dne 26. srpna 2015 Garrix oznámil, že opustil společnost Spinnin' Records a MusicAllStars Management kvůli konfliktu nad vlastnictvím jeho hudby. Bodem sporu bylo vydání „Animals“, které se objevilo, když měl Martin pouhých 17 let. Oznámil také, že podal žalobu proti jeho tehdejšímu manažerovi Eelkovi van Kootenovi. V listopadu 2015 Garrix oznámil, že vytvoří vlastní nahrávací společnost.
Dne 2. prosince 2015 se Garrix údajně usadil ve společnosti Spinnin' Records v probíhajícím právním sporu o vlastnických právech své hudby; vydal prohlášení potvrzující, že zrušil souhrnné řízení poté, co jeho bývalá nahrávací společnost přenesla jeho vlastnické práva na svou hudbu výměnou za to, že výhradní licence všech svých tratí propuštěných do srpna 2015 bude uchována společností Spinnin' Records za nezveřejněnou dobu. Martin Garrix však také uvedl, že jejich další nevyřešené spory budou pravděpodobně předmětem dalšího soudního řízení.

### 2016: Spuštění STMPD RCRDS, dokument a ocenění
Garrix vytvořil svou vlastní nahrávací společnost nazvanou STMPD RCRDS v prvním čtvrtletí roku 2016. Když hovořil o této nahrávací společnosti řekl, že chce, aby to byla „platforma“ pro umělce různých žánrů. Dne 11. března 2016 vydal svůj první singl prostřednictvím STMPD RCRDS s názvem „Now That I've Found You“, v němž jsou vokály od John Martin a Michel Zitron. Dne 18. března 2016 využil svého hodinového setu k premiéře deseti nových nevydaných tracků na Ultra Music Festival, včetně spolupráce s Jay Hardway, Julian Jordan, Ed Sheeran, Bebe Rexha, Third Party a Linkin Park. Dne 27. května 2016 vydal svůj druhý singl „Lions in the Wild“ s britským DJ Third Party. Dne 13. června 2016 vydal Garrix propagační singl s názvem „Oops“. Dne 26. července 2016 bylo oznámeno, že společnost Martina podepsala smlouvu „celosvětovou“ se společností Sony Music International.
Dne 29. července 2016 vydal píseň „In the Name of Love“ s Bebe Rexha. 22. srpna 2016 natočil Garrix své první živé vystoupení své vlastní hudby, s Rexhou na představení The Tonight Show s Jimmym Fallonem doprovázené kapelou The Tonight Show The Roots.
14. října 2016 Garrix oznámil v sociálních médiích, že vydává sedm písní za sedm dní. Několik z uvolněných písní bylo premiérováno během jeho vystoupení na Ultra Music Festival Miami and Tomorrowland Belgium. Skladby byly nahrány na jeho YouTube kanál jako hudební videa se sedmi výtvarníky.
19. října 2016 byl Garrix jmenován nejvýznamnějším světovým DJem ve výroční anketě DJs Top 100 a ve věku 20 let se stal nejmladším DJem, kdo získal cenu. Když mluvil s tiskem, řekl: „Cítím se neskutečné, že jsem vyhrál. Vůbec jsem to neočekával. Měl jsem úžasný rok, s úžasnými přehlídkami a úžasnými fanoušky - jsem tak vděčný za jejich podporu“.
Bylo oznámeno, že se Martin Garrix představí spolu s Carl Cox v nadcházejícím dokumentu s tematikou EDM „What We Started“ který ukazuje třicet let historie EDM tím, že se soustředí hlavně na odlišné kariéry Cox, jednoho ze zakladatelů scény. Dokument je spoluvytvářen, produkován a režírovaný Bertem Marcusem vedle výkonného producenta a hudebního supervize Pete Tonga. Dokumentární film byl premiérován 15. června 2017 na filmovém festivalu LA.
Dne 6. listopadu 2016 Garrix získal ocenění „Best Electronic Act“ a „Best World Stage Performance“ na MTV European Music Awards 2016. Jeho cena byla udělena americkým rappem G-Eazy. Během slavnostního předávání cen vystoupil se skladbou „In the Name of Love“.

### 2017: Modeling, právní vítězství a spolupráce
Garrix oznámil, že bude předskokanem kanadského zpěváka Justin Bieber na turné Purpose World Tour v Austrálii. Když mluvil s NME o spolupráci s Bieberem, Garrix řekl: „Byli jsme v ateliéru a máme nějaké hrubé nápady, ale zatím nemáme žádný skutečný song, kde bychom byli oba“.
Dne 27. ledna 2017 vydal „Scared to Be Lonely“ ve spolupráci s britskou zpěvačkou Dua Lipa. Totu píseň předvedl v The Tonight Show Starring Jimmy Fallon v březnu 2017.
Garrix byl oznámen jako rezident pro sezónu 2017 na Hï Ibiza, dříve známém jako Space Ibiza, oblíbený klub taneční hudby vlastněný společností Ushuaïa Entertainment.
Dne 7. dubna 2017 byla spolupráce s Brooks vypuštěna skladba „Byte“. Skladba byla dříve představena Garrixem během jeho Ultra Music Festival v Miami 2017.
14. dubna 2017 Garrix spolupracoval s Troye Sivan, který se později připojil k jevišti na vystoupení na Coachella Valley Music And Arts Festival of Empire Polo Club in Indio, Kalifornie. Jméno skladby je „There For You“, jak oznámil Sivan na Twitteru. Skladba byla oficiálně propuštěna 26. května 2017.
Garrix se objevil jako tvář společnosti Armani Exchange v kampani na podzim roku 2017 a stal se jedním z prvních mezinárodně uznávaných DJů, kteří vstoupili do modelingu. Armani Exchange to oznámilo na sociálních médiích a uvedla: „... tvář nové kampaně Armani Exchange Winter Winter 2017/2018: Martin Garrix ...“.
Na festivalu Tomorrowland 2017 Garrix debutoval s aliasem YTRAM, který naznačuje „Marty“ zpět. Poprvé také zahrál po spolupráci s David Guetta skladbu „So Far Away“, David se k Martinovi připojil na jevišti. Taktéž poprvé zahrál svou sólovou skladbu „Pizza“, která byla oficiálně vydaná dne 25. srpna 2017.
Garrix byl uveden na seznamu nejvýše placených DJů společnosti Forbes v roce 2017 se ziskem 19,5 milionu dolarů za 12 měsíců před červnem 2017.
Podrobnosti o společné nevydané písni Garrixové s Edem Sheeranem s názvem „Replay Rewind“ nebo alternativně „Rewind, Repeat It“ byly zveřejněny na ASCAP se Sony a BDI uvedenými jako vydavatelé písně. Garrix nebyl spokojen s Sheeranovým označením, který odložil vydání skladby kvůli tomu, že upřednostnil svoje další skladby. V rozhlasovém rozhovoru Garrix vysvětlil: „Bude to oficiální track, takže jsme odložili všechny své další singly, ale značka odložila tento track, protože chtěla vydat další skladby od Eda. V jednom okamžiku to byly dva roky, před pěti měsíci jsem nezařadil rádiový singl, a tak se naštveš, takže nemyslím, že bychom někdy vydali track“. Píseň, která byla premiérována na festivalu Ultra Music v Miami v roce 2015 a pravidelně hrála na hudebních festivalech, byla jeho vydání zastavena jako to, co označil Garrix za „problémy s označením a spoustou bolesti hlavy“.
Dne 20. září 2017 rozhodl nizozemský soudce v prospěch Martina, který získal práva na jeho hudbu. A bylo rozhodnutí aby podepsaná smlouva se společností Spinnin' Records a MusicAllStars, byla trvale ukončena. Garrix, který požadoval od společnosti Spinnin' Records 3,7 milionů EUR a společnost MusicAllStars ve výši 650 000 EUR, uvedl, že „veškeré jejich nároky byly soudem odmítnuty. Jedinou zbývající otázkou je částka, která má být vrácena Garrixovi“.
V říjnu 2017 Garrix opět pod jménem GRX znovu spolupracoval s Brooks, aby vydal skladbu „Boomerang“.

### 2018: Uzavření zimních olympijských her a další spolupráce
Dne 23. února 2018 Martin Garrix vydal svou druhou spolupráci s David Guetta a třetí s Brooks s písní „Like I Do“. O dva dny později se Garrix zúčastnil závěrečného ceremoniálu zimních olympijských her v 2018 na olympijském stadionu v Pchjongčchangu v Jižní Koreji. Garrix byl závěrečným aktem v noci. Jeho setlist byl následující: „Forever“, „Together“, „Animals“, „Like I Do“ a „Pizza“.
Dne 20. dubna 2018 Martin Garrix uvolnil spolupráci se společností LOOPERS s názvem „Game Over“. Dne 15. června 2018 Garrix vydal singl „Ocean“, spolupráci s americkým zpěvákem R&B Khalid. Dne 29. července 2018 zahrála Garrix na hudebním festivalu Tomorrowland Belgium 2018 a vydal singl „High On Life“, ve spolupráci se zpěvákem Bonn, hned po skončení jeho setu. Dne 30. července 2018 byl vypuštěn hudební videoklip pro „High On Life“, který obsahovalo záběry právě z vystoupení na Tomorrowlandu.
Garrix byl oznámen jako rezidentní DJ na Ushuaia Ibiza Beach Hotel, který se koná ve čtvrtek od 5. července do 30. srpna. Bylo oznámeno, že přivede hosty, aby s ním vystoupili na uvedeném místě. 
V Říjnu během ADE ukázal svou show plnou speciálních efektů nazvanou Anima. Během tohoto týdne vydal „Bylaw“ EP, nazvané podle prvních písmen všech tracků.

### 2019: Přerušení Tour a bleskový návrat
V březnu se Garrix vrátil po roční pauze na Ultra Music Festival v Miami, kde Hedlineroval Sobotní večer. Den poté hostoval vlastní STMPD RCRDS stage kde hrál například Julian Jordan, Justin Mylo, Dubvision nebo Lost Frequencies.
V červnu si po vystoupení na EDC v Las Vegas v jednom z klubů, kde zlomil nohu při seskoku z podia. Následně byl nucen zrušit několik nadcházejících vystoupení. Jelikož nedokázal být tak dlouho bez tour, začal opět hrát ale s podpěrou nohy, protože na ní nemohl došlápnout. I přesto v tomto stavu předváděl skvělé showsy na například Tomorrowlandu nebo Sziget Festivalu.
V říjnu představil během ADE show s názvem The Ether, kterou posunul efekty zase dál. Také zde hrál B2B set s Tiësto a David Guetta.

### 2020-2021: Opět Pauza a Restart
Po vypuknutí pandemie covidu-19 byl nucen, jako všichni umělci přestat vystupovat. Přesto přes portál Youtube pořádal se svým vydavatelstvím STMPD RCRDS „virtuální festival“. Sám nahrál set na verandě svého bytu nebo na lodi na holandských vodách. V červenci, kdy se každoročně koná festival Tomorrowland, pořádali organizátoři jeho virtuální verzi, kde hrál i Garrix. Zbytek roku pracoval na nové hudbě, a vydával pod svým alias „Ytram“. V Dubnu vyšel jeho track We Are The People s Bono & The Edge z U2. Jednalo se o UEFA EURO 2020 hymnu, která hrála na všech zápasech a sám zde také vystoupil. Po zbytek roku se pomalu začal vracet k cestování po celém světě

### 2022–současnost:Sentio
V březnu vystoupil na Ultra festivalu v Miami kde hrál set plný nových vlastních tracků. Nadcházející měsíc postupně vydal všech 11 tracků a kompletní první klubové album s názvem Sentio bylo na světě. Spolupracoval na nich kromě ikonického Zedd i se svými předchozími kolegy jako Mesto, Julian Jordan, Mattisse and Sadko nebo Dubvision.

## Diskografie

### Studiová alba
- Sentio (2022)

### Extended play
- Gold Skies (2014)
- Break Through the Silence (2015, s Matisse & Sadko)
- Seven (2016)
- Bylaw (2018)
- IDEM (2024)

### Kompilace
- The Martin Garrix Collection (2017)
- The Martin Garrix Collection (Deluxe) (2018)
- The Martin Garrix Experience (2019)

## Ocenění
- 2014 edison pop – dance
- 2014, 2015 3fm award voor beste artiest dance
- 2015 YouTube music award
- 2016, 2015 MTV Europe Music Award za nejlepší elektroniku
- 2016 MTV Europe Music Award za nejlepší World Stage
- 2016, 2017, 2018 Dj Mag Top 100 Dj (první místo)
- 2017 edison pop – song (in the name of love)
- 2017 3fm award voor beste solo artiest